# I kolgrufvan
I kolgrufvan (franska: Les Indes noires) är en roman från 1877 av den franske författaren Jules Verne. Den utkom på svenska samma år, och gavs ut i ny upplaga i början av 1900-talet i serien "Ungdomens Bibliotek".

## Handling
Den gamla Aberfoylegruvan i Skottland, som tidigare har trotts vara tömd sedan tio år, får nytt liv när Harry Ford, sonen till en före detta gammal hängiven arbetsledare och gruvarbetare, Simon Ford, gör en häpnadsväckande upptäckt. Han kontaktar gruvans före detta föreståndare, James Starr, om upptäckten, en stor fyndighet av kol som det kommer att ta generationer att uttömma. Den nya Aberfoylegruvan öppnar strax därefter, åter med stora vinster till alla inblandade, men gruvdriften blir snart hotad, av ett mystiskt litet troll som huserar i gruvan.

## Utgåvor
- Verne, Jules (1877) (på franska). Lea Indes-Noires: Dessins par J. Férat, gravures par Charles Barbant. Les voyages extraordinaires. Paris. Libris 3166760
  - Verne, Jules (1877). I kolgrufvan: Berättelse. Göteborg: D. F. Bonnier. Libris 1601500
  - Verne, Jules (1904). I kolgrufvan. Ungdomens bibliotek ; 85. Översättning: Nisbeth Natalia. Stockholm: Johnson. Libris m0jfhkg2k9nmrs0z. https://urn.kb.se/resolve?urn=urn:nbn:se:kb:eod-1719135